# Praya dubia
Praya dubia es una especie de hidrozoo del orden de los sifonóforos. Es un ser vivo de aspecto extraño y muy poco conocido por el hombre, ya que habita entre los 700 y 1000 de profundidad, en zonas de oscuridad total. 
Aunque aparente ser un único individuo largo y delgado es, en realidad, una colonia de zooides unidos en una larga cadena que puede alcanzar los 50 m de longitud. Todos estos organismos se unen para cooperar en distintas funciones, como la producción de bioluminiscencia, para atraer alimento, la defensa, reproducción, etc.